# Novobydžovská tabule
Novobydžovská tabule je geomorfologický okrsek v západní části Cidlinské tabule, ležící v okresech Hradec Králové a Jičín v Královéhradeckém kraji a v okrese Nymburk v Středočeském kraji.

## Poloha a sídla

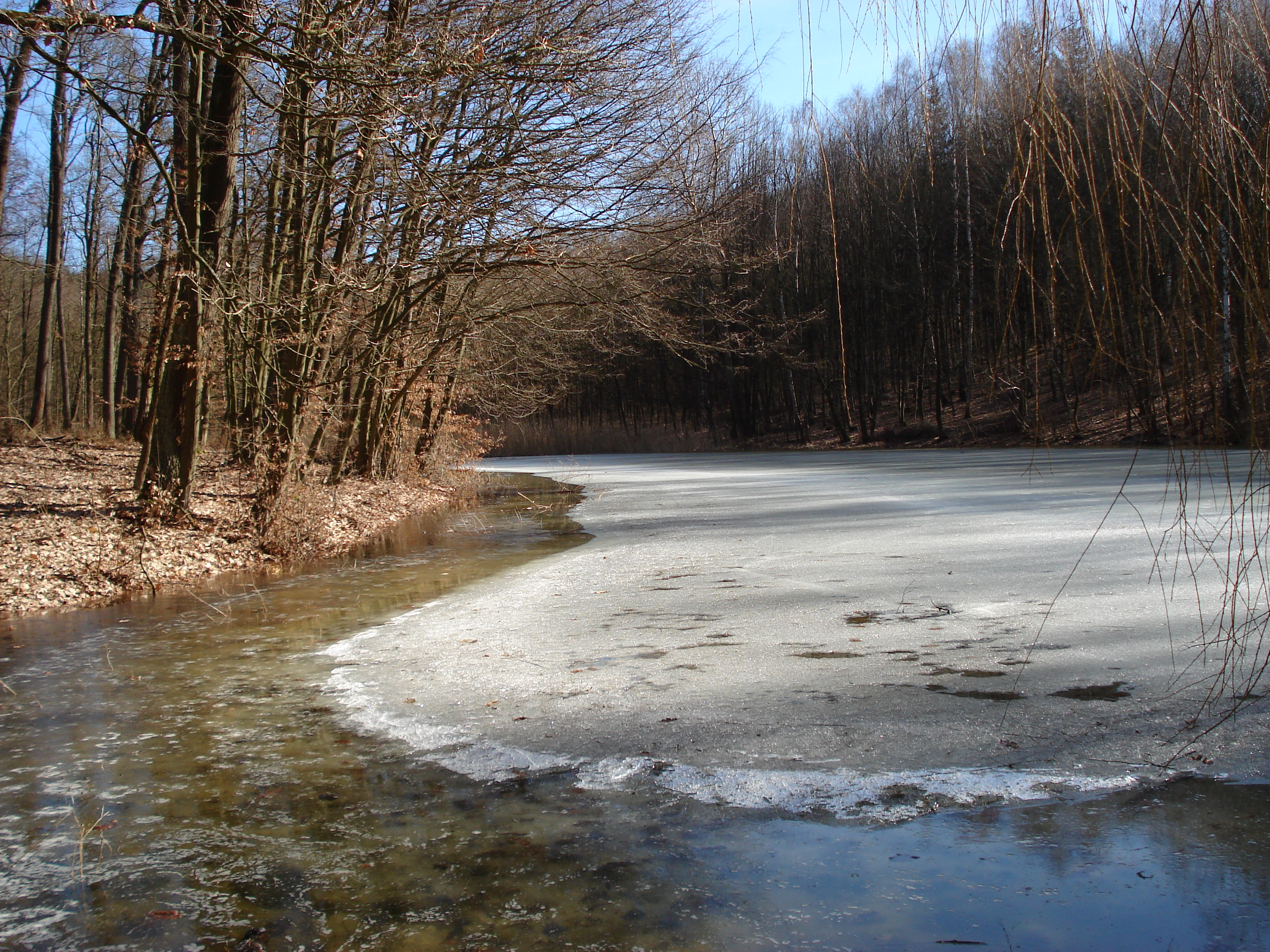
Rybník v přírodní památce Žlunické polesí

Území okrsku se nachází zhruba mezi sídly Vrbice (na severu), Vysoké Veselí (na severovýchodě), Nepolisy a Chlumec nad Cidlinou (na jihu), Sloveč a Chroustov (na západě) a Jičíněves (na severozápadě). Zcela uvnitř okrsku leží titulní město Nový Bydžov a větší obce Smidary, Skřivany a Hlušice.

## Geomorfologické členění
Okrsek Novobydžovská tabule (dle značení Jaromíra Demka VIC–1A–1) náleží do celku Východolabská tabule a podcelku Cidlinská tabule. Dále se člení na podokrsky Češovský hřbet na západě a Smidarská tabule na zbytku území.
Tabule sousedí s dalšími okrsky Východolabské tabule: Ostroměřská tabule na východě, Barchovská plošina na jihovýchodě a Krakovanská tabule na jihu. Dále sousedí s celky Středolabská tabule na západě a Jičínská pahorkatina na severozápadě až severu.

## Významné vrcholy
Nejvyšším bodem Novobydžovské tabule, potažmo celé Cidlinské tabule, je Holý (323 m n. m.)
- Holý (323 m), Češovský hřbet
- Češovské valy (321 m), Češovský hřbet
- Za Kouty (308 m), Češovský hřbet
- Na Pískách (292 m), Češovský hřbet
- Podhájská (291 m), Smidarská tabule
- Homolka (286 m), Smidarská tabule